# Celebration (musikalbum)
Celebration är det tredje samlingsalbumet av den amerikanska popartisten Madonna, utgivet 2009. Det var hennes sista utgivning på Warner Bros. Records, som hade varit hennes skivbolag sedan 1982. Skivan innehåller hits från hela hennes karriär och även två nya låtar. Skivan gavs ut den 29 september i USA. Madonna och hennes fans valde låtarna medan skivomslaget designades av konstnären Mr. Brainwash med ett fotografi taget av Jean-Baptiste Mondino år 1990. Albumet släpptes i tre olika format: 1xCD, 2xCD och 2xDVD.

## Låtlista
1CD version
1. Hung Up
2. Music
3. Vogue
4. 4 Minutes (Duett med Justin Timberlake och Timbaland)
5. Holiday
6. Like a Virgin
7. Into the Groove
8. Like a Prayer
9. Ray of Light
10. La Isla Bonita
11. Frozen
12. Material Girl
13. Papa Don't Preach
14. Lucky Star
15. Express Yourself
16. Open Your Heart
17. Dress You Up
18. Celebration

2CD Version CD1
1. Hung Up
2. Music
3. Vogue
4. 4 Minutes (Duett med Justin Timberlake och Timbaland)
5. Holiday
6. Everybody
7. Like a Virgin
8. Into the Groove
9. Like a Prayer
10. Ray of Light
11. Sorry
12. Express Yourself
13. Open Your Heart
14. Borderline
15. Secret
16. Erotica
17. Justify My Love
18. Revolver (Duett med Lil Wayne)

CD2
1. Dress You Up
2. Material Girl
3. La Isla Bonita
4. Papa Don't Preach
5. Lucky Star
6. Burning Up
7. Crazy for You
8. Who's That Girl
9. Frozen
10. Miles Away
11. Take a Bow
12. Live to Tell
13. Beautiful Stranger
14. Hollywood
15. Die Another Day
16. Don't Tell Me
17. Cherish
18. Celebration

## Utgivningshistorik
| Land                             | Datum             |
| -------------------------------- | ----------------- |
| Standard Edition, Deluxe Edition |                   |
| Australien                       | 18 september 2009 |
| Italien                          | 18 september 2009 |
| Storbritannien                   | 18 september 2009 |
| Brasilien                        | 21 september 2009 |
| Finland                          | 23 september 2009 |
| USA                              | 29 september 2009 |
| DVD                              |                   |
| Brazil                           | 21 september 2009 |
| Australien                       | 28 september 2009 |
| United States                    | 29 september 2009 |
| Colombia                         | 29 september 2009 |

### Fotnoter
1. ↑  Erlewine, Stephen Thomas. "Celebration – Madonna". Allmusic. Rovi Corporation. Läst 21 september 2013.
2. ↑  Kreps, Daniel (2009-09-01). "Madonna Shows Off Sharp Dance Moves in "Celebration" Video" Arkiverad 3 februari 2013 hämtat från the Wayback Machine.. Rolling Stone (Jann Wenner). ISSN 0035-791X. Läst 2013-01-10.
3. ↑  ”"Celebration" Australian Release”. Sanity.com.au. 13 september 2009. http://www.sanity.com.au/ProductDetail.aspx?id=264072.
4. ↑  ”Italy release of Celebration”. IBS. 7 augusti 2009. http://www.ibs.it/ser/serfat.asp?site=cd&xy=madonna+celebration. Läst 7 september 2009.
5. ↑  ”HMV release date of Celebration”. HMV. Arkiverad från originalet den 5 april 2013. https://www.webcitation.org/6Fe9ppsAE?url=http://www.hmv-news.co.uk/?ctx=12;1;302;-1;201. Läst 2 september 2009.
6. 1 2  ”Brazil release date”. LiveAriaCultura. Arkiverad från originalet den 10 januari 2010. https://web.archive.org/web/20100110235745/http://www.livrariacultura.com.br/scripts/musica/resenha/resenha.asp?nitem=2875210. Läst 3 september 2009.
7. ↑  ”Finnish release date”. Levykauppax.fi. http://www.levykauppax.fi/artist/madonna/celebration_the_ultimate_greatest_hits_collection/. Läst 8 september 2009.
8. ↑  ”United States release date”. Amazon.com. http://www.amazon.com/dp/B002HNA95E. Läst 1 september 2009.
9. ↑  ”Australian 'Celebration' DVD release”. Big Entertainment. Arkiverad från originalet den 4 juli 2011. https://archive.is/20110704052012/http://www.bigwentertainment.com.au/product/madonna-celebration-dvd/5389212-10257.html. Läst 4 september 2009.
10. ↑  ”United States - 'Celebration' DVD release”. Amazon.com. http://www.amazon.com/dp/B002JM1VJG. Läst 9 september 2009.
11. ↑  ”UNA "CELEBRACION" DE LA REINA DEL POP - HOY SE ESTRENA LA COLECCIÓN DE GRANDES ÉXITOS”. apdifcolombia. Arkiverad från originalet den 26 april 2012. https://web.archive.org/web/20120426035346/http://www.apdifcolombia.com/index.php?option=com_content&view=article&id=157%3Auna-qcelebracionq-de-la-reina-del-pop-hoy-se-estrena-la-coleccion-de-grandes-exitos&catid=17%3Anovedades&Itemid=41. Läst 24 oktober 2010.